# Liutarka, Izeaslav
Liutarka (în ucraineană Лютарка) este localitatea de reședință a comunei Liutarka din raionul Izeaslav, regiunea Hmelnîțkîi, Ucraina.

## Demografie
Componența lingvistică a localității Liutarka
     Ucraineană (98,19%)
     Rusă (1,61%)
Conform recensământului din 2001, majoritatea populației localității Liutarka era vorbitoare de ucraineană (98,19%), existând în minoritate și vorbitori de rusă (1,61%).